# WWW (Kindersendung)
WWW (Was Wann Warum) war eine seit dem 13. September 2008 zweimal pro Woche ausgestrahlte österreichische Nachrichtensendung für Kinder.
Ausgestrahlt wurde die Sendung samstags um 9:25 auf ORF 1, wobei der Schwerpunkt der Meldungen an diesem Tag „Internationales“ war. Sonntags, ebenfalls um 9:25 auf ORF 1, standen österreichbezogene Themen im Mittelpunkt. Moderiert wurde WWW von Angelika Simma, die auch als Ö3-Reporterin und Radiojournalistin tätig ist. Früher moderierte auch Valentin Schreyer. Seine Nachfolge trat Ralph Huber an.